# Insigne de la défense antiaérienne de la Heer
L'insigne de la défense antiaérienne de la Heer, (en allemand, Heeres-Flakabzeichen), est une décoration militaire allemande du Troisième Reich. Il est créé le 18 juillet 1941 et institué par le Generalfeldmarschall Walther von Brauchitsch pour récompenser le personnel de la Heer qui sert dans la défense ou la détection antiaérienne.

## Attribution
Cet insigne est attribué au servant de la défense antiaérienne: la Flak, ainsi qu'aux personnels de détection à condition de cumuler 16 points suivant le barème ci-dessous:
- 4 points pour les servants de la batterie ayant abattu un avion.
- 2 points pour le personnel ayant collaborer à la destruction de l'avion.
- 1 point pour avoir été le premier à capturer l'avion ennemi dans le faisceau de son projecteur.

En avril 1942, ce système de points est remplacé par les dispositions suivantes :
- 5 succès d'actions antiaérienne contre les avions ennemis,
- avoir effectué le service actif pendant une durée minimum de 15 attaques aériennes,
- toute action d'un comportement exceptionnel dans le cadre de la défense aérienne,
- le commandant de la batterie devient admissible à cette décoration, dès que la moitié de son équipe a reçu la médaille.

Par contre, l'insigne n'est pas accordé pour des actions contre des cibles au sol, malgré le fait que les unités antiaériennes ont dû à plusieurs reprises prendre des mesures contre des cibles au sol. Cependant, si des actions répétées contre des cibles au sol ont été réalisées avec succès, ces unités deviennent admissibles à l'insigne de combat général (Sturmabzeichen Allgemeines).
.
L'insigne est remis au récipiendaire présenté dans une petite boîte ou un sac en papier en standard avec le nom de la décoration estampillée sur le dessus. Une citation standard sur papier lui est également remise avec la décoration et une inscription est notée dans son Soldbuch (de) (livret militaire). 

Pour la cérémonie ont été responsables, le général du commandant d'artillerie en chef de l'armée pour l'armée artillerie anti-aérienne, le général du commandant de l'infanterie en chef de l'armée pour l'armée anti-aérienne des troupes, et en février 1944, le général de l'armée anti-aérienne des troupes.

## Description
L'insigne est de forme ovale: hauteur 60 mm et largeur: 44 mm et est produit à partir de divers métaux, des spécimens en aluminium étant les plus rares et les échantillons fabriqués à partir de zinc ou un alliage de zinc étant le plus commun.
Il représente un canon antiaérien de 88 mm pointé vers le bas à droite entouré d'une couronne de chêne composée de 4 grandes feuilles surmontées d'un gland avec en partie haute l'aigle nazi avec ses ailes pliées et tête à droite. Dans ses serres se trouve une svastika (croix gammée).
La conception artistique de l'insigne revient au peintre et artiste Ernst Wilhelm Peekhaus.

L'envers est plat ou légèrement creux avec un logo et numéro du fabricant et avec la production d'abord confiée à l'entreprise CE Juncker de Berlin et plus tard dans la guerre, à d'autres sociétés comme Gustav Brehmer de Markneukirchen, Steinhauser & Luck de Lüdenscheid, Foerster & Barth de Pforzheim et Rudolf Souval de Vienne.
Pour éviter tout dommage pendant le combat, une version en textile pour être porté sur l'uniforme de combat a été réalisée.

## Port
L'insigne devait être porté sur l'uniforme sur ou au-dessous de la poche gauche de poitrine.

Si le récipiendaire possède ou reçoit l'insigne de combat général, l'Insigne de la défense antiaérienne de la Heer devra être positionné en dessous de cet insigne.

## Après-guerre
Conformément à la loi sur les titres, ordres et médailles (Ordensgesetz) du 26 juillet 1957, le port de la distinction en République fédérale d'Allemagne a été autorisé mais sans les emblèmes nazis (aigle et swastika).